# 浮田茂太郎
浮田 茂太郎（うきた しげたろう、1883年〈明治16年〉1月8日 - 没年不明）は、大正から昭和時代前期の政治家。山口県下関市長、防府市長。

## 経歴
浮田芳平の長男として香川県に生まれ、1913年（大正2年）家督を相続する。1910年（明治43年）東京帝国大学法科大学政治学科を卒業し、東京鉄道会社に入社する。1911年（明治44年）8月、東京市事務員となり、1919年（大正8年）6月、同市主事となる。1923年（大正12年）2月、下関市助役となり、1927年（昭和2年）1月、同市長に就任し、1931年（昭和6年）1月、満期退職した。ついで京都市主事、同市理事、香川県育英会学監兼監事を経て、1938年（昭和13年）3月5日、防府市長に就任した。